# جان كوزين (ملاح)
جان كوزين (بالفرنسية: Jean Cousin)‏ كان ملاحًا ومستكشفًا فرنسيًا من نورماندي في القرن الخامس عشر.

## طالع أيضًا
- قائمة المستكشفين